# Élection présidentielle russe de 2000
Le premier et unique tour de l'élection présidentielle russe de 2000 s'est tenu de manière anticipée le 26 mars.
Président par intérim depuis la démission de Boris Eltsine le 31 décembre 1999, Vladimir Poutine est élu pour un mandat de plein exercice dès le premier tour.

## Système électoral
En vertu de la Constitution de 1993, le président de la fédération de Russie est élu pour quatre ans, « au suffrage universel, égal et direct, à bulletins secrets ». La loi fédérale précise qu'il est désigné au scrutin uninominal majoritaire à deux tours, qu'il existe un vote « aucun d'entre eux » et que les bulletins blancs ou nuls sont comptabilisés dans les suffrages exprimés.
Les dispositions constitutionnelles prévoient que les candidats doivent être des citoyens russes âgés d'au moins 35 ans et résidant de façon permanente en Russie depuis au moins dix ans. Par ailleurs, une même personne ne peut exercer la fonction de président de la fédération de Russie plus de deux mandats consécutifs.

## Candidats

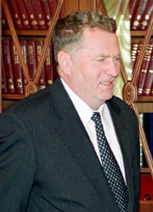
Vladimir Jirinovski Parti libéral-démocrate de Russie
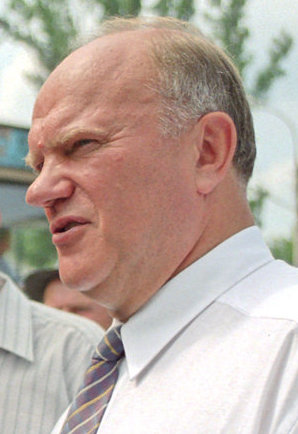
Guennadi Ziouganov Parti communiste de la fédération de Russie
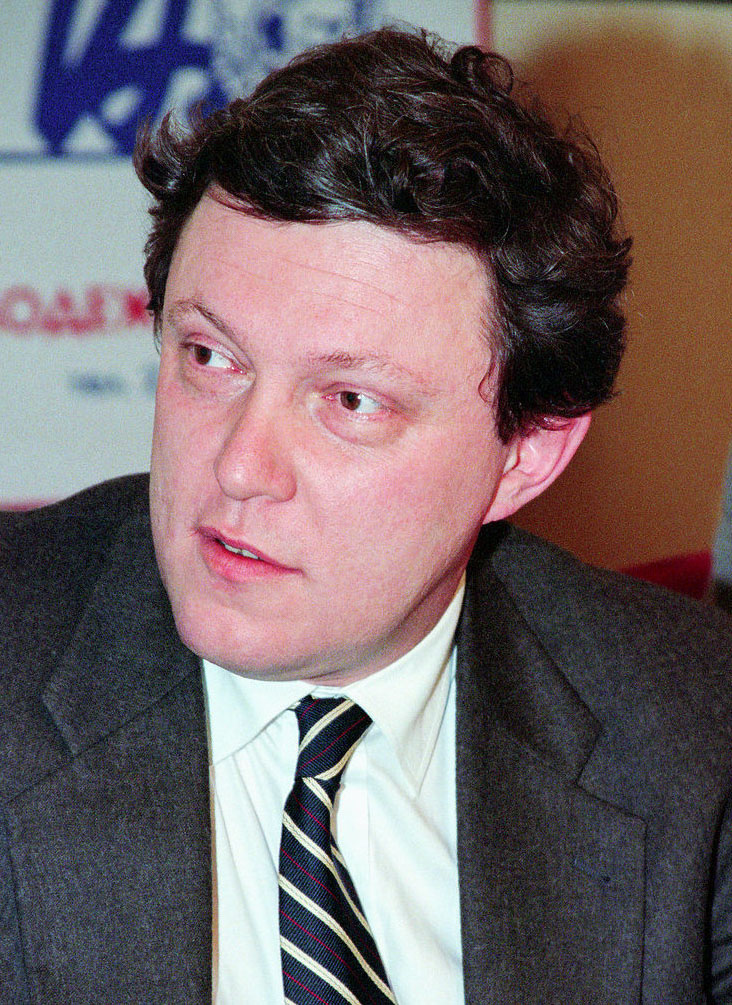
Grigori Iavlinski Iabloko
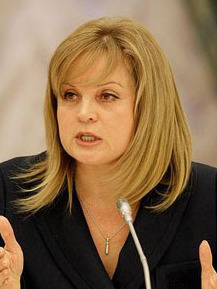
Ella Pamfilova Pour la dignité civile
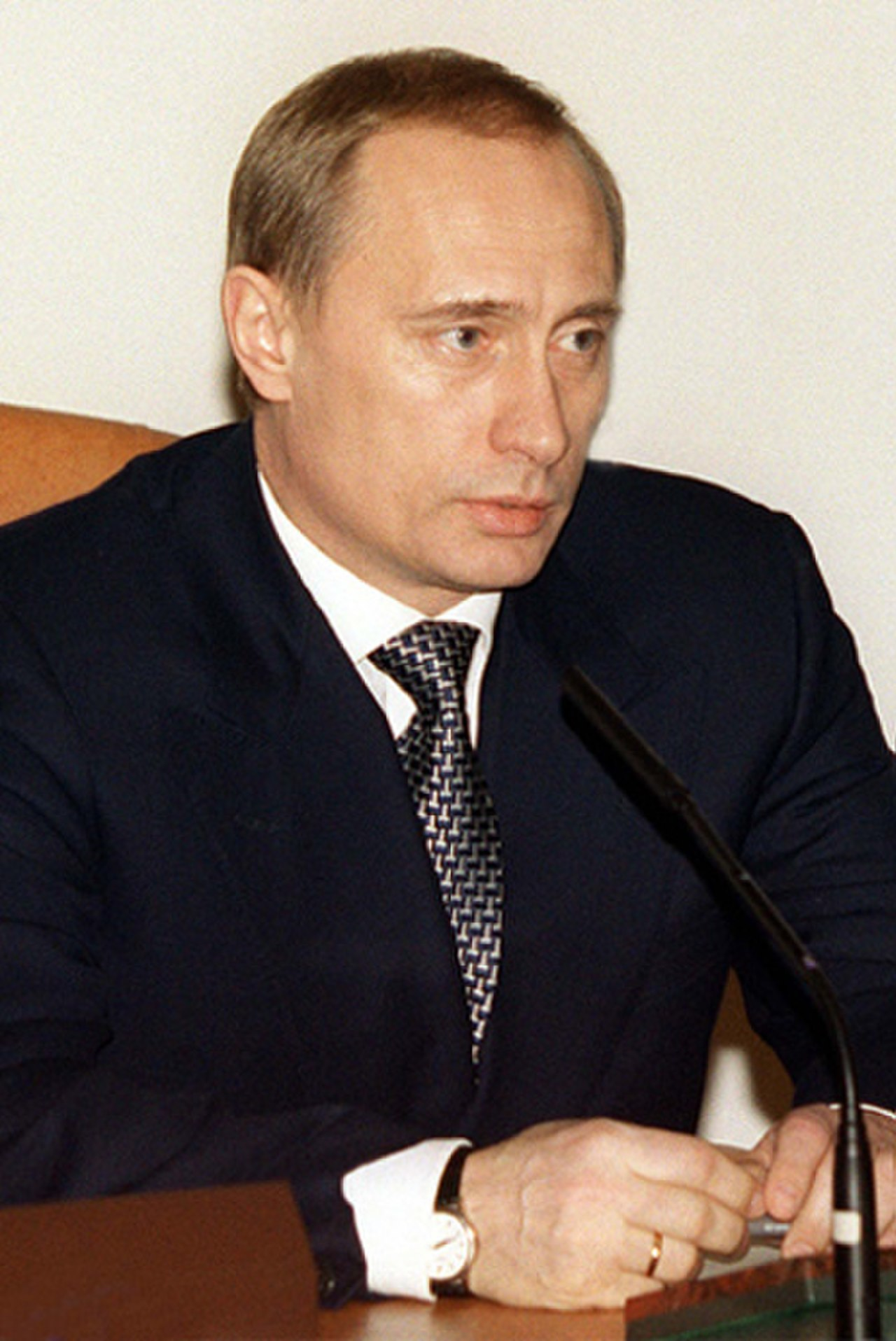
Vladimir Poutine Indépendant
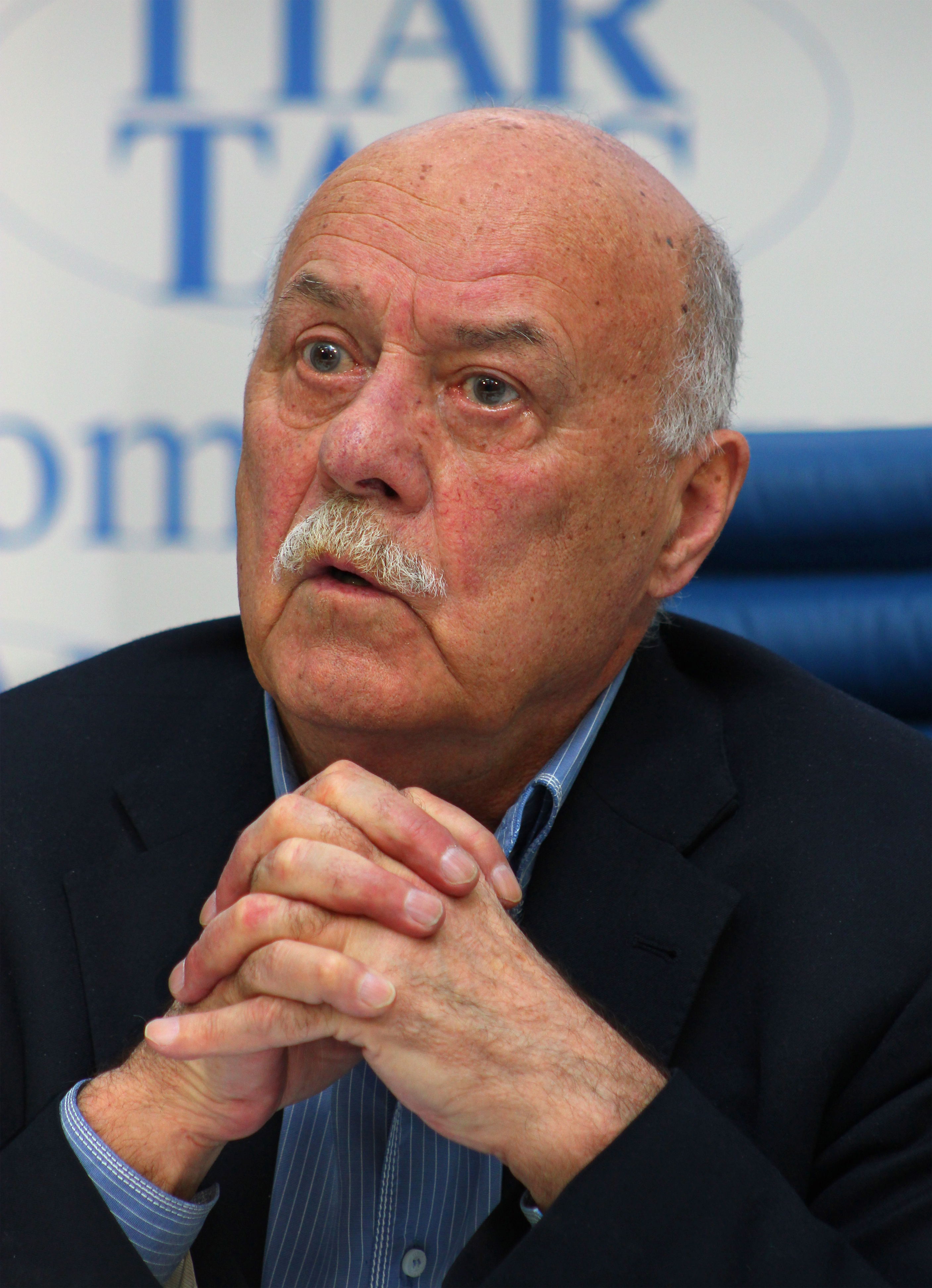
Stanislav Govorukhin Indépendant
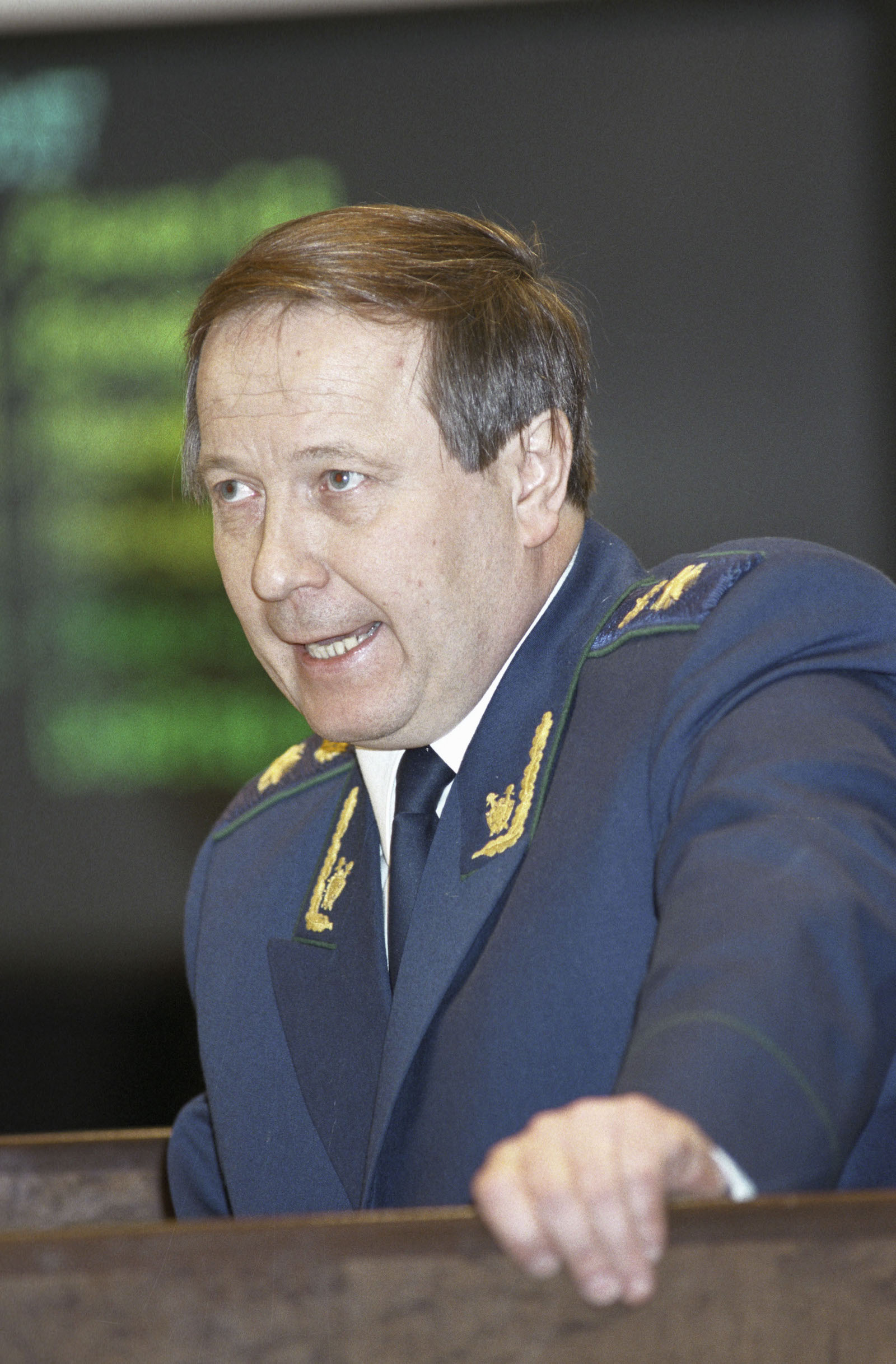
Yury Skuratov Indépendant

## Résultats
| Candidats              | Candidats              | Partis                                      | Premier tour | Premier tour |
| Candidats              | Candidats              | Partis                                      | Voix         | %            |
| ---------------------- | ---------------------- | ------------------------------------------- | ------------ | ------------ |
|                        | Vladimir Poutine       | Indépendant                                 | 39 740 467   | 53,44        |
|                        | Guennadi Ziouganov     | Parti communiste de la fédération de Russie | 21 928 468   | 29,49        |
|                        | Grigori Iavlinski      | Iabloko                                     | 4 351 450    | 5,85         |
|                        | Aman Touleïev          | Indépendant                                 | 2 217 364    | 2,98         |
|                        | Vladimir Jirinovski    | Parti libéral-démocrate de Russie           | 2 026 509    | 2,72         |
|                        | Konstantine Titov      | Indépendant                                 | 1 107 269    | 1,49         |
|                        | Ella Pamfilova         | Pour la dignité civile                      | 758 967      | 1,02         |
|                        | Stanislav Govorukhin   | Indépendant                                 | 328 723      | 0,44         |
|                        | Yury Skuratov          | Indépendant                                 | 319 189      | 0,43         |
|                        | Alexey Podberezkin     | Héritage spirituel                          | 98 177       | 0,13         |
|                        | Umar Dzhabrailov       | Indépendant                                 | 78 498       | 0,11         |
|                        | Aucun d'entre eux      | Aucun d'entre eux                           | 1 414 648    | 1,9          |
|                        |                        |                                             |              |              |
| Votes valides          | Votes valides          | Votes valides                               | 74 369 754   | 99,07        |
| Votes blancs ou nuls   | Votes blancs ou nuls   | Votes blancs ou nuls                        | 701 016      | 0,93         |
| Total                  | Total                  | Total                                       | 75 070 770   | 100          |
| Abstention             | Abstention             | Abstention                                  | 34 301 273   | 31,36        |
| Inscrits/participation | Inscrits/participation | Inscrits/participation                      | 109 372 043  | 68,64        |